# John Farley (aktor)
John Farley (ur. 29 października 1968 w Madison) − amerykański aktor telewizyjny i filmowy, komik.

## Życiorys
Urodził się w Madison w stanie Wisconsin w rodzinie irlandzkich katolików jako syn Mary Anne (z domu Crosby) i Thomasa Johna „Toma” Farleya, Sr. (1936–1999), właściciela firmy naftowej. Wychował się z trzema braćmi − Tomem Jr., Kevinem Peterem (ur. 8 czerwca 1965) i Chrisem (1964−1997) oraz siostrą Barbarą. W 1992 ukończył Regis University w Denver na wydziale marketingu.
Występował w The Second City w Chicago. Potem otrzymał wiele ról obok takich komików z Saturday Night Live, takich jak Chris Farley, Adam Sandler, David Spade czy Rob Schneider. W 2001 gościł w programie Howarda Sterna.
Wziął udział w filmach: Kariera frajera (The Waterboy, 1998) w reż. Franka Coraci i Bohaterowie z przypadku (Almost Heroes, 1998). Zagrał w komediach Dennisa Dugana – Grzanie ławy (The Benchwarmers, 2006) i Nie zadzieraj z fryzjerem (You Don't Mess with the Zohan, 2008). Wystąpił także w sitcomie CBS Sposób użycia (Rules of Engagement, 2009).
21 maja 2005 ożenił się z aktorką Jennifer Herron, mają dwoje dzieci.